# Балка Созонова
Балка Созонова, Сазонова (рос. Б. Созонова) — балка (річка) в Україні у Покровському районі Донецької області. Права притока річки Солоної (басейн Дніпра).

## Опис
Довжина балки 11 км, похил річки 4,1 м/км, площа басейну водозбору 68,4 км², найкоротша відстань між витоком і гирлом — 10,18 км, коефіцієнт звивистості річки — 1,08. Формується багатьма балками та загатами.

## Розташування
Бере початок у південній частині міста Покровськ. Тече переважно на південний захід через селище Перше Травня, села Звірове, Піщане і на північно-західній околиці села  Новотроїцьке впадає в річку Солону, праву притоку Вовчої.

## Цікаві факти
- У XX столітті на балці існували: водокачка, дієва та недієва вугільна шахта, газгольдери та газові свердловини[4].